# Grand Prix Formule 1 van Groot-Brittannië 1984
De Grand Prix Formule 1 van Groot-Brittannië 1984 werd verreden op 22 juli op Brands Hatch. Het was de tiende race van het seizoen.

## Uitslag
| Positie | Nummer | Rijder             | Team              | Ronden | Tijd/Opgave         | Startplaats | Punten |
| ------- | ------ | ------------------ | ----------------- | ------ | ------------------- | ----------- | ------ |
| 1       | 8      | Niki Lauda         | McLaren-TAG       | 71     | 1:29:28.532         | 3           | 9      |
| 2       | 16     | Derek Warwick      | Renault           | 71     | + 42.123            | 6           | 6      |
| 3       | 19     | Ayrton Senna       | Toleman-Hart      | 71     | + 1:03.328          | 7           | 4      |
| 4       | 11     | Elio de Angelis    | Lotus-Renault     | 70     | + 1 Ronde           | 4           | 3      |
| 5       | 27     | Michele Alboreto   | Ferrari           | 70     | + 1 Ronde           | 9           | 2      |
| 6       | 28     | René Arnoux        | Ferrari           | 70     | + 1 Ronde           | 13          | 1      |
| 7       | 1      | Nelson Piquet      | Brabham-BMW       | 70     | + 1 Ronde           | 1           |        |
| 8       | 15     | Patrick Tambay     | Renault           | 69     | Turbo               | 10          |        |
| 9       | 24     | Piercarlo Ghinzani | Osella-Alfa Romeo | 68     | + 3 Rondes          | 21          |        |
| 10      | 26     | Andrea de Cesaris  | Ligier-Renault    | 68     | + 3 Rondes          | 19          |        |
| 11      | 17     | Marc Surer         | Arrows-BMW        | 67     | + 4 Rondes          | 15          |        |
| 12      | 22     | Riccardo Patrese   | Alfa Romeo        | 66     | + 5 Rondes          | 17          |        |
| DQ      | 4      | Stefan Bellof      | Tyrrell-Ford      | 68     | Gediskwalificeerd   | 26          |        |
| NC      | 21     | Huub Rothengatter  | Spirit-Hart       | 62     | Niet geklasseerd    | 22          |        |
| NF      | 25     | Francois Hesnault  | Ligier-Renault    | 43     | Elektrisch probleem | 20          |        |
| NF      | 7      | Alain Prost        | McLaren-TAG       | 37     | Versnellingsbak     | 2           |        |
| NF      | 12     | Nigel Mansell      | Lotus-Renault     | 24     | Versnellingsbak     | 8           |        |
| NF      | 18     | Thierry Boutsen    | Arrows-BMW        | 24     | Elektrisch probleem | 12          |        |
| NF      | 5      | Jacques Laffite    | Williams-Honda    | 14     | Waterpomp           | 16          |        |
| NF      | 10     | Jonathan Palmer    | RAM-Hart          | 10     | Ongeluk             | 23          |        |
| NF      | 2      | Corrado Fabi       | Brabham-BMW       | 9      | Elektrisch probleem | 14          |        |
| NF      | 14     | Manfred Winkelhock | ATS-BMW           | 8      | Spin                | 11          |        |
| NF      | 6      | Keke Rosberg       | Williams-Honda    | 5      | Motor               | 5           |        |
| DQ      | 3      | Stefan Johansson   | Tyrrell-Ford      | 1      | Gediskwalificeerd   | 25          |        |
| NF      | 23     | Eddie Cheever      | Alfa Romeo        | 0      | Ongeluk             | 18          |        |
| NF      | 9      | Philippe Alliot    | RAM-Hart          | 0      | Ongeluk             | 24          |        |
| NF      | 30     | Jo Gartner         | Osella-Alfa Romeo | 0      | Ongeluk             | 27          |        |
| NQ      | 20     | Johnny Cecotto     | Toleman-Hart      |        |                     |             |        |

## Statistieken
| Pole-position | Nelson Piquet | Brabham-BMW | 1:10.869 |
| Snelste ronde | Niki Lauda    | McLaren-TAG | 1:13.191 |

1926 · 1927 · 1948 · 1949 · 1950 · 1951 · 1952 · 1953 · 1954 · 1955 · 1956 · 1957 · 1958 · 1959 · 1960 · 1961 · 1962 · 1963 · 1964 · 1965 · 1966 · 1967 · 1968 · 1969 · 1970 · 1971 · 1972 · 1973 · 1974 · 1975 · 1976 · 1977 · 1978 · 1979 · 1980 · 1981 · 1982 · 1983 · 1984 · 1985 · 1986 · 1987 · 1988 · 1989 · 1990 · 1991 · 1992 · 1993 · 1994 · 1995 · 1996 · 1997 · 1998 · 1999 · 2000 · 2001 · 2002 · 2003 · 2004 · 2005 · 2006 · 2007 · 2008 · 2009 · 2010 · 2011 · 2012 · 2013 · 2014 · 2015 · 2016 · 2017 · 2018 · 2019 · 2020 · 2021 · 2022 · 2023 · 2024 · 2025 · 2026 · 2027 · 2028 · 2029 · 2030 · 2031 · 2032 · 2033 · 2034